# Stazione di Soraepogu
La stazione di Soraepogu (소래포구, 蘇萊浦口, Soraepogu-yeok) è una stazione ferroviaria della città sudcoreana di Incheon, situata nel quartiere di Namdong-gu. La stazione è servita dalla linea Suin gestita da Korail.

## Linee e servizi
Korail
■ Linea Suin  (Codice: K253)

## Binari
La stazione possiede due marciapiedi laterali con due binari passanti in su viadotto. I marciapiedi sono collegati al fabbricato viaggiatori situato al piano inferiore con scale fisse, mobili e ascensori.

### Schema binari
| 1 | ■ Linea Suin | per Woninjae, Songdo e Incheon |
| 2 | ■ Linea Suin | per Darwol e Oido              |

## Stazioni adiacenti
| «           | Servizio   | »                     |
| Linea Suin  | Linea Suin | Linea Suin            |
| ----------- | ---------- | --------------------- |
| K252 Wolgot | Locale     | Incheon Nonhyeon K254 |